# ديفيد فيليبس (لاعب كرة قدم)
ديفيد فيليبس هو لاعب كرة قدم كندي، ولد في 25 مايو 1966.